# Charenton-le-Pont

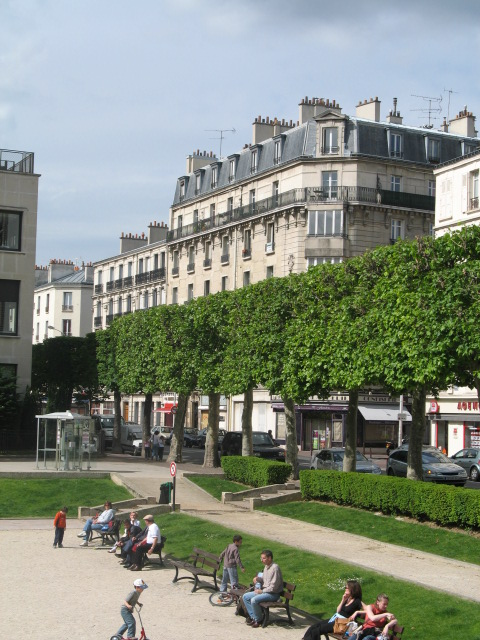
Park i stadens centrum

Charenton-le-Pont är en kommun i departementet Val-de-Marne i regionen Île-de-France i norra Frankrike. Kommunen ligger i kantonen Charenton-le-Pont som tillhör arrondissementet Créteil. År 2022 hade Charenton-le-Pont 28 756 invånare.
Kommunen är en av de sydöstliga förorterna till Paris och ligger 6,2 km från Paris centrum.

## Befolkningsutveckling
Antalet invånare i kommunen Charenton-le-Pont
| Referens: INSEE |